# Starý Petřín
Starý Petřín (in tedesco Alt Petrein) è un comune della Repubblica Ceca facente parte del distretto di Znojmo, in Moravia Meridionale.